# Lindsta naturreservat
Lindsta naturreservat är ett naturreservat i Heby kommun i Uppsala län.
Området är naturskyddat sedan 2002 och är 26 hektar stort. Reservatet består av blandskog med mest gran men även asp, lind och ek.